# Jonathan Lambert
Jonathan Lambert (Salem, ... – Isola Inaccessibile, 1812) è stato un marinaio statunitense.
Fu il primo colono dell'arcipelago di Tristan da Cunha. 
Lambert era originario di Salem, sulla costa est degli Stati Uniti. Dopo una carriera tumultuosa da pirata, di cui però non si hanno tracce, arrivò nell'arcipelago di Tristan da Cunha, dove sbarcò nel dicembre 1810 (secondo altre versioni, il 5 gennaio 1811). Proclamò le isole di sua proprietà con il nome di Islands of Refreshment ("Isole del Ristoro"). Assieme a lui, sbarcarono anche il marinaio americano Andrew Millet e il livornese Tommaso Corri. La sua attività sulle isole consisteva principalmente nel cacciare foche ed elefanti marini, il cui olio vendeva alle navi di passaggio.
La micronazione ebbe vita breve: Lambert morì in un incidente in mare solo due anni più tardi, assieme a Millet, affogando nei pressi dell'Isola Inaccessibile, senza che si fossero avute notizie del tesoro ammassato durante la sua attività commerciale. Le circostanze della sua scomparsa non furono mai chiarite da Corri, quando venne interrogato nel 1816 dalla guarnigione inglese che aveva annesso le isole in nome di Sua Maestà Britannica. Corri rimase sull'isola come colono, esercitando l'attività di fattore.